# يوبورا (مسيسيبي)
يوبورا (بالإنجليزية: Eupora, Mississippi)‏ هي مدينة تقع في الولايات المتحدة في مقاطعة وستر. يقدر عدد سكانها بـ 2,197 نسمة ومساحتها 9.3 كم2 وترتفع عن سطح البحر 117 متر.

## التركيبة السكانية
حدّد مكتب تعداد الولايات المتحدة بيانات التركيبة السكانية ليوبورا في تعداد الولايات المتحدة. في ما يلي، التركيبة السكانية حسب تعدادي 2000 و2010.

### تعداد عام 2000
بلغ عدد سكان يوبورا 2,326 نسمة بحسب تعداد عام 2000، وبلغ عدد الأسر 877 أسرة وعدد العائلات 590 عائلة مقيمة في المدينة. في حين سجلت الكثافة السكانية 243.8 نسمة لكل كيلومتر مربع (631.4/ميل2). وبلغ عدد الوحدات السكنية 957 وحدة بمتوسط كثافة قدره 100.3 لكل كيلومتر مربع (259.8/ميل2).
وتوزع التركيب العرقي للمدينة بنسبة 58.86% من البيض و38.01% من الأمريكيين الأفارقة و0.13% من الأمريكيين الأصليين و0.17% من الأمريكيين ذوي الأصول الآسيوية و2.28% من الأعراق الأخرى و0.56% من عرقين مختلطين أو أكثر و3.74% من الهسبانيون أو اللاتينيون من أي عرق.
بلغ عدد الأسر 877 أسرة كانت نسبة 35.6% منها لديها أطفال تحت سن الثامنة عشر تعيش معهم، وبلغت نسبة الأزواج القاطنين مع بعضهم البعض 41.3% من أصل المجموع الكلي للأسر، ونسبة 21.2% من الأسر كان لديها معيلات من الإناث دون وجود شريك، بينما كانت نسبة 4.8% من الأسر لديها معيلون من الذكور دون وجود شريكة وكانت نسبة 32.7% من غير العائلات. تألفت نسبة 30.4% من أصل جميع الأسر من عدة أفراد يعيشون في نفس المنزل ونسبة 16.4% كانت تتألف من شخص يعيش بمفرده يبلغ من العمر 65 عاماً أو أكثر. وبلغ متوسط حجم الأسرة المعيشية 2.47، أما متوسط حجم العائلات فبلغ 3.08.
بلغ العمر الوسطي للسكان 38.2 عاماً. وكانت نسبة 26.1% من القاطنين تحت سن الثامنة عشر، وكانت نسبة 9.1% بين الثامنة عشر والرابعة والعشرين عاماً، ونسبة 24.2% كانت واقعةً في الفئة العمرية ما بين الخامسة والعشرين والرابعة والأربعين عاماً، ونسبة 17.6% كانت ما بين الخامسة والأربعين والرابعة والستين، ونسبة 16.2% كانت ضمن فئة الخامسة والستين عاماً فما فوق. يوجد لكل 100 أنثى 82.5 ذكر، ويوجد لكل 100 أنثى في الثامنة عشر من عمرها فما فوق 77.5 ذكر.
بلغ متوسط دخل الأسرة في المدينة 24,839 دولارًا، أما متوسط دخل العائلة فبلغ 37,950 دولارًا. وكان متوسط دخل الذكور 26,875 دولارًا مقابل 21,458 دولارًا للإناث. وسجل دخل الفرد الخاص بالمدينة 12,927 دولارًا. وكانت نسبة 20.9% من العائلات ونسبة 24% من السكان تحت خط الفقر، وكان من هؤلاء نسبة 35.6% تحت سن الثامنة عشر ونسبة 16.9% في الخامسة والستين من العمر وما فوق.

### تعداد عام 2010
بلغ عدد سكان يوبورا 2,197 نسمة بحسب تعداد عام 2010، وبلغ عدد الأسر 885 أسرة وعدد العائلات 579 عائلة مقيمة في المدينة. في حين سجلت الكثافة السكانية 230.3 نسمة لكل كيلومتر مربع (596.5/ميل2). وبلغ عدد الوحدات السكنية 1,001 وحدة بمتوسط كثافة قدره 104.9 لكل كيلومتر مربع (271.7/ميل2).
وتوزع التركيب العرقي للمدينة بنسبة 55.17% من البيض و41.83% من الأمريكيين الأفارقة و0.59% من الأمريكيين الأصليين و1.23% من الأعراق الأخرى و1.18% من عرقين مختلطين أو أكثر و2.69% من الهسبانيون أو اللاتينيون من أي عرق.
بلغ عدد الأسر 885 أسرة كانت نسبة 35% منها لديها أطفال تحت سن الثامنة عشر تعيش معهم، وبلغت نسبة الأزواج القاطنين مع بعضهم البعض 35.3% من أصل المجموع الكلي للأسر، ونسبة 24% من الأسر كان لديها معيلات من الإناث دون وجود شريك، بينما كانت نسبة 6.2% من الأسر لديها معيلون من الذكور دون وجود شريكة وكانت نسبة 34.6% من غير العائلات. تألفت نسبة 30.6% من أصل جميع الأسر من عدة أفراد يعيشون في نفس المنزل ونسبة 13.4% كانت تتألف من شخص يعيش بمفرده يبلغ من العمر 65 عاماً أو أكثر. وبلغ متوسط حجم الأسرة المعيشية 2.43، أما متوسط حجم العائلات فبلغ 3.06.
بلغ العمر الوسطي للسكان 37.6 عاماً. وكانت نسبة 27.7% من القاطنين تحت سن الثامنة عشر، وكانت نسبة 8.5% بين الثامنة عشر والرابعة والعشرين عاماً، ونسبة 22.3% كانت واقعةً في الفئة العمرية ما بين الخامسة والعشرين والرابعة والأربعين عاماً، ونسبة 24.5% كانت ما بين الخامسة والأربعين والرابعة والستين، ونسبة 17% كانت ضمن فئة الخامسة والستين عاماً فما فوق. وتوزع التركيب الجنسي للسكان بنسبة 45.5% ذكور و54.5% إناث.

## أعلام
- كوينتين بريور
- ديريك جونز
- تشارلي روس